# Zagórze (Jędrzejów)
Pour les articles homonymes, voir Zagórze.
Zagórze est une localité polonaise de la gmina de Nagłowice, située dans le powiat de Jędrzejów en voïvodie de Sainte-Croix.